# تونی ویسکانتی
تونی ویسکانتی (انگلیسی: Tony Visconti؛ زادهٔ ۲۴ آوریل ۱۹۴۴) یک موسیقی‌دان اهل ایالات متحده آمریکا است. وی از سال ۱۹۶۷ میلادی تاکنون مشغول فعالیت بوده‌است.